# Michel Hatzigeorgiou
Michel Hatzigeorgiou (* 11. Dezember 1961 in Charleroi) ist ein belgischer Jazz- und Fusionmusiker (E-Bass, Komposition) mit griechischen Wurzeln.

## Leben und Wirken
Hatzigeorgiou begann mit neun Jahren Bouzouki zu spielen, wechselte dann mit elf Jahren zu E-Gitarre und schließlich mit 14 zur Bassgitarre. Er trat seiner ersten Band bei, den Blackbirds, als er an der Technischen Hochschule in Charleroi studierte. 1982 besuchte er das Jazz-Seminar in Lüttich. 1985 spielte er mit Jaco Pastorius, der sein Haupteinfluss ist, Mike Stern und Toots Thielemans, Ivan Paduart, Steve Houben, Philip Catherine, Serge Lazarevitch, Diederik Wissels und Pierre Van Dormael.
Hatzigeorgiou war dann beteiligt am De Kaai Project und an der Nasa Na Band, aus der 1992 die Band Aka Moon entstand, die er mit Fabrizio Cassol und Stéphane Galland gründete und mit der er bis in die Gegenwart aktiv ist. Im Trio Melangtronic arbeitet er mit Jozef Dumoulin und Lieven Venken. Unter eigenem Namen hat er das Album La basse d'Orphée (2015) veröffentlicht. Er ist auch auf Alben von Erwin Vann, Guy Cabay, David Linx/Pierre Van Dormael, Bruno Castellucci und Toots Thielemans zu hören. Kris Defoort und Fabrizio Cassol holten ihn zudem für ihr Album Variations on A Love Supreme (1995).
Hatzigeorgiou unterrichtet seit 1998 am Königlichen Konservatorium Brüssel.